# Eusandalum compressistylus
Eusandalum compressistylus är en stekelart som beskrevs av Girault 1922. Eusandalum compressistylus ingår i släktet Eusandalum och familjen hoppglanssteklar. Inga underarter finns listade i Catalogue of Life.